# Первое сражение у Тобаго
Первое сражение у Тобаго состоялось 3 марта 1677 года между голландским флотом под командованием Якоба Бинкеса и французскими силами, пытавшимися отвоевать остров Тобаго. Это событие стало поворотным моментом в истории колонизации Карибских островов: Нидерландам пришлось отказаться от дальнейшей экспансии в этом регионе. Битва считается одной из самых кровавых за пределами Европы в XVII веке.

## Предыстория
Согласно положениям Вестминстерского договора, Соединённые Провинции уступили свои североамериканские владения в пользу Англии. Желая восполнить эту потерю и расширить торговые связи с Новым светом, голландцы обратили свой взор на плодородный и малонаселённый остров Тобаго, имеющий стратегически выгодное положение. Нидерланды так или иначе старались овладеть островом ещё с 1620-х годов, а в свете событий тех дней его значение только возросло.
После утверждения плана Генеральными штатами была снаряжена эскадра, состоящая из семи военных кораблей, трёх судов снабжения и одного малого корабля. На борту находилось около 700 солдат, предназначенных для обороны Тобаго. 16 марта 1676 года это соединение под командованием капитана Якоба Бинкеса покинуло рейд Тексела.
Помимо создания поселения на Тобаго, Бинкес также получил приказ об атаке существующих французских поселений в Карибском бассейне. Кайенна и Мари-Галант были захвачены 6 мая и 1 июня соответственно. Нападение на Гваделупу 16 июня потерпело неудачу, но французский гарнизон на Сен-Мартене сдался 20 июня после ожесточённых боев. 16 июля Бинкес захватил французский торговый флот у Сан-Доминго (современное Гаити), после чего взял курс для Тобаго.
21 сентября корабли Бинкеса прибыли в Тобаго, где голландцы приступили к задаче защиты острова от возможных нападений, несмотря на тяжёлые условия и тропические болезни. Для строительства главного укрепления Бинкес выбрал узкую бухту Рокли, которую можно было легко защитить от нападений с моря. На берегу был построен форт, а на скалах у входа в бухту было возведено малое укрепление. В феврале 1677 года строительство обороны вокруг залива было завершено, и из метрополии прибыли три корабля с провизией и солдатами. Вскоре после этого появилась новость о том, что французские силы прибыли в Карибский бассейн.
Как только Людовик XIV узнал о завоевании Кайенны, он немедленно приказал флоту устранить голландскую угрозу в Карибском море. Эскадра, состоящая из десяти военных кораблей, брандера и нескольких малых кораблей, была отдана под начало вице-адмирала Жана д'Эстре. Он вышел 6 октября 1676 года из Бреста. После того, как французы вернули Кайенну 21 декабря, они направились к Тобаго, куда прибыли 20 февраля.

## Ход боевых действий

### Подготовка к сражению

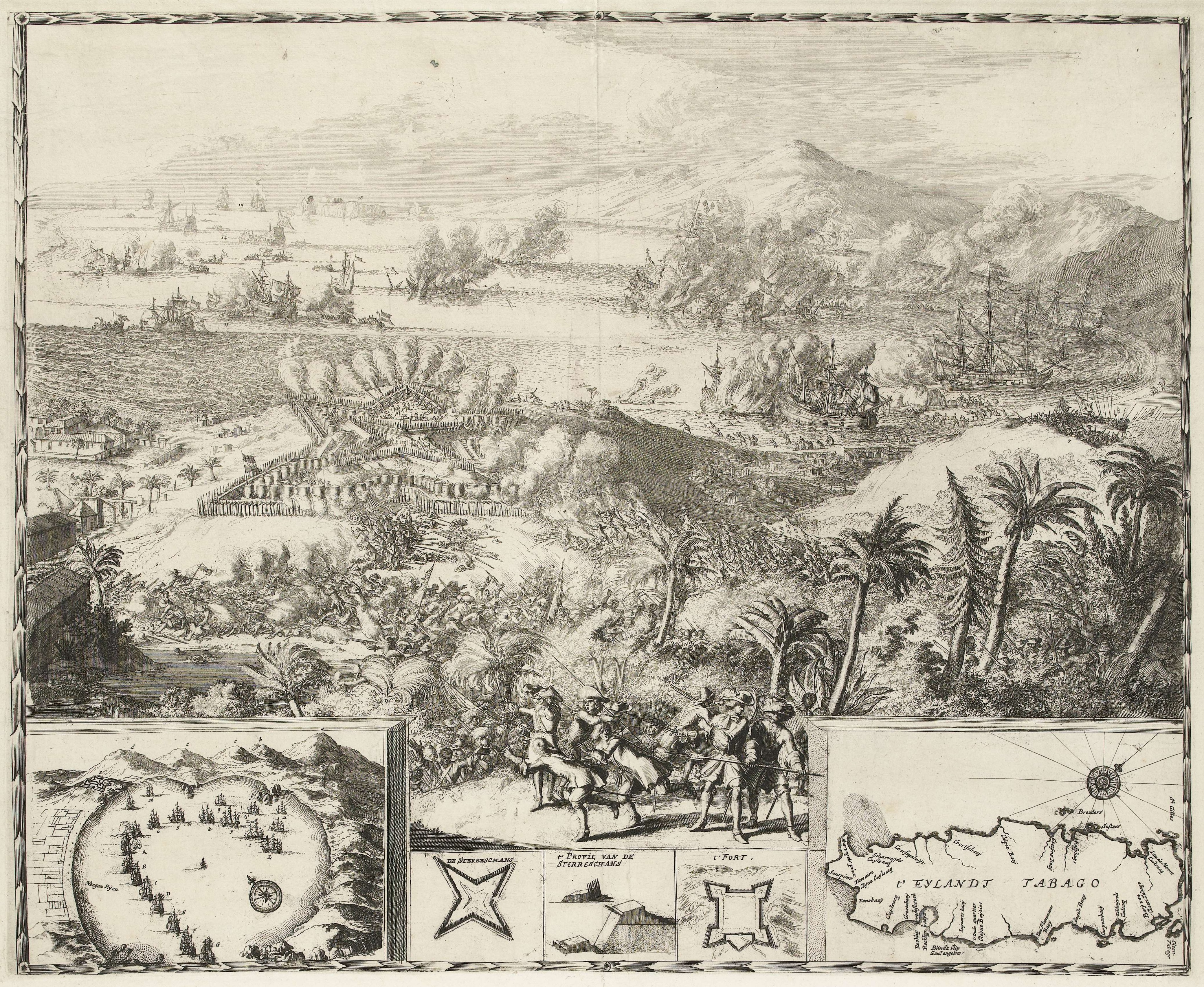
Гравюра с изображением сражения у Тобаго на море и на суше

По приближению французской эскадры Бинкес выстроил свои корабли полумесяцем вдоль берега бухты. Между кораблями и берегом находились два невооружённых торговых корабля и корабль снабжения Sphera Mundi, в котором находилось более 200 женщин и детей вместе с больными и некоторыми рабами. Бинкес ушёл с кораблей, взяв с собой многих матросов, чтобы укрепить гарнизон, надеясь, что его присутствие усилит моральный дух и дисциплину. Полагая, что французы не войдут в бухту с ее опасными рифами и 10 голландскими боевыми кораблями, стоявшими на якоре, он сконцентрировался на обороне вокруг форта.
21 февраля французы высадили более 1000 солдат в другой бухте. Через два дня, прокладывая себе путь сквозь тропические заросли, они достигли форта, после чего разбили свой лагерь вне зоны обстрела голландцев. 23 февраля французы потребовали сдаться, но Бинкес отказался. В свою очередь, многие голландцы были истощены болезнями, и о контратаке не могло быть и речи.

### Ход битвы

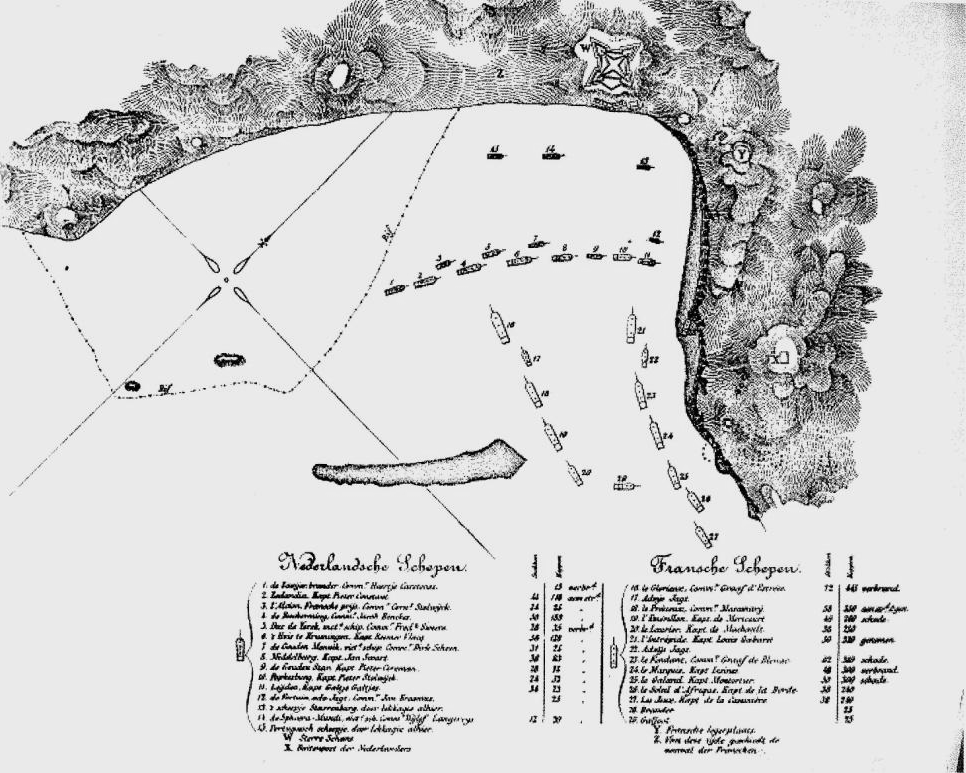
Карта сражения у Тобаго, март 1677 г.

Д'Эстре, испытывая недостаток провизии, не мог позволить себе длительную осаду и решил одновременно напасть с суши и моря. Наступление на рассвете 3 марта было в значительной степени вызвано захватом голландского судна, лоцман которого предательски согласился провести французов в бухту Рокли в обмен на его свободу. Д'Эстре повёл в атаку свои сухопутные и морские силы. Французская эскадра разделилась на две колонны, после чего д'Эстре на борту флагмана Le Glorieux (76 пушек) повёл свою эскадру в бухту. Контр-адмирал Луи Габаре на борту L'Intrépide (50 пушек) возглавлял вторую колонну. Обе колонны двинулись прямо к голландским кораблям, пришвартованным в линию.
С этого момента голландцы начали беспрестанно стрелять в нападавших. Тем не менее колонна Габаре смогла войти в соприкосновение с авангардом голландской линии. Корабль Le Marquis взял на абордаж Leyden, но сам при этом загорелся. Оба корабля пошли на дно. Три других голландских корабля были сожжены.

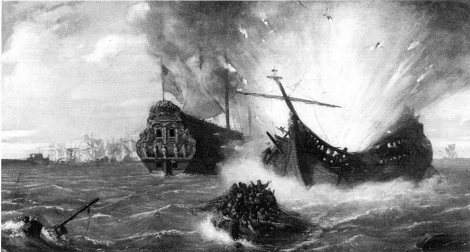
Взрыв Huys van Kruyningen

Тем временем другая французская колонна дошла до голландского арьергарда и кордебаталии. Сам д'Эстре взял на абордаж самый большой корабль во флоте Бинкеса Huys van Kruyningen (50 пушек) под командованием капитана Румера Влакка, и, высадившись на него, поднял французский флаг. После этого Влакк бросил все якорные канаты, чтобы закрепить оба корабля у берега. Д'Эстре удалось оторваться от голландского корабля и бросить якорь немного дальше. Huys van Kruyningen всё еще был под угрозой захвата, так что Влакк решил взорвать свой корабль. Почти все, кто был на борту, погибли во время последующего взрыва; Влакк выжил в этом аду, хотя и сильно пострадал.
Тем временем на суше защитники форта сумели отбить три атаки, после чего французские сухопутные войска прекратили свои попытки, понеся потери в 150 убитых и 200 раненых. Это дало Бинкесу возможность поддержать его корабли. Форт открыл огонь по французским кораблям, каждый из которых был уже в той или иной степени повреждён. Вследствие объединения огневой мощи форта и оставшихся кораблей шансы голландцев на успех возросли. Четыре французских корабля были подбиты, а Габаре был убит. Примерно в полдень д'Эстре смог взорвать голландский корабль снабжения, но вследствие взрыва Le Glorieux был засыпан горящими обломками. В результате французский флагман тоже вскоре взорвался, унеся с собой большую часть своей команды из 445 человек. Д'Эстре чудом пережил эту катастрофу. Взрывающиеся корабли сеяли смерть и разрушение среди чужих и своих. Французский корабль сопровождения и три голландских корабля загорелись и пошли на дно. Среди последних были два торговца, нагруженные больными и рабами, захваченными у французов. Сотни из них погибли в огне. Сцена в бухте Рокли теперь напоминала ад Данте.
К концу дня у голландцев осталось три из тринадцати кораблей. Но и французские корабли понесли значительные потери, а из уцелевших кораблей каждый был в той или иной степени повреждён. Д'Эстре приказал прекратить огонь за один час до захода солнца, а форт продолжал стрелять по французскому флоту и в ночное время. Не имея возможности противодействовать форту, французам пришлось отказаться от потенциальных призов, и только шесть из десяти боевых кораблей смогли добраться до выхода из залива. Последующие попытки освободить два французских корабля возле берега были сорваны голландцами. Ещё одно требование о капитуляции было отклонено, после чего у д'Эстре не было другого выбора, кроме как погрузить свои сухопутные войска и покинуть Тобаго 12 марта.

### Состав флотов
| Королевство Франция | Королевство Франция | Королевство Франция | Королевство Франция | Королевство Франция |
| Корабль             | Капитан             | Орудия              | Экипаж              | Примечание          |
| ------------------- | ------------------- | ------------------- | ------------------- | ------------------- |
| Le Glorieux         | Д'Эстре             | 72                  | 445                 | сожжён              |
| Le Fendant          | Бленак              | 62                  | 380                 | лишён 2-х мачт      |
| Le Pretieux         | Маскарани           | 58                  | 350                 | захвачен            |
| L'Intrépide         | Габаре              | 50                  | 320                 | захвачен            |
| Le Galandt          | Монтортье           | 50                  | 300                 | лишён 2-х мачт      |
| Le Marquis          | Де Лесине           | 48                  | 300                 | сожжён              |
| L'Emerillon         | Круа-старший        | 46                  | 260                 |                     |
| Le Laurier          | Манше               | 38                  | 250                 |                     |
| Le Jeus             | Касинье             | 38                  | 240                 |                     |
| L'Africa            | Де Зон              | 36                  | 240                 |                     |
| Малые суда          |                     |                     |                     |                     |
| 1 брандер           |                     |                     | 25                  |                     |
| 2 шнявы             |                     |                     | 50                  | 1 сожжена           |
| Корабли снабжения   |                     |                     |                     |                     |
| 2 корабля           |                     |                     | 50                  |                     |

| Соединённые Провинции | Соединённые Провинции | Соединённые Провинции | Соединённые Провинции | Соединённые Провинции |
| Корабль               | Капитан               | Орудия                | Экипаж                | Примечание            |
| --------------------- | --------------------- | --------------------- | --------------------- | --------------------- |
| Bescherming           | Якоб Бинкес           | 50                    | 153                   | выброшен на берег     |
| Provincie van Zeeland | Питер Констант        | 44                    | 118                   | выброшен на берег     |
| Huys van Kruyningen   | Румер Влакк           | 56                    | 128                   | сожжён                |
| Middelburg            | Ян Сварт              | 36                    | 83                    | сожжён                |
| Wapen van Leyden      | Галтье Галтьес        | 34                    | 73                    | сожжён                |
| Popjesburg            | Питер Столвейк        | 24                    | 52                    | сожжён                |
| Goude Star            | Питер Кореман         | 28                    | 74                    | сожжён                |
| L'Alcion              | Корнелис Столвейк     | 24                    | 25                    | выброшен на берег     |
| Малые суда            |                       |                       |                       |                       |
| Zayer (брандер)       | Хертье Карстенс       |                       | 13                    | сожжён                |
| Fortuyn               | Ян Эрасмус            |                       | 25                    | сожжён                |
| Корабли снабжения     |                       |                       |                       |                       |
| Duc de Jorck          | Фредерик Сверс        | 26                    | 35                    | сожжён                |
| Goude Munnick         | Дирк Схун             | 31                    | 25                    | сожжён                |
| Sphera Mundi          | Вейлоф Лангерэйс      | 12                    | 10                    | сожжён                |

## Итог
В итоге в битве лишились жизни 1500 французов и 350 голландцев (не считая потери среди голландцев около 250 гражданских лиц: женщин, детей и рабов). Меньшее число жертв среди голландцев объясняется тем, что их корабли были с недоукомплектованными экипажами из-за большого количества больных. Французы под командованием вице-адмирала графа д'Эстре отступили, но объявили о своей победе. Это заявление вызвало обоснованные сомнения, ведь французам пришлось отказаться от основной цели экспедиции, завоевания Тобаго. Самым большим достижением, которое они получили, было то, что Бинкес больше не мог предпринимать дальнейших нападений на французские колонии. Девять месяцев спустя в конце года французы предприняли вторую попытку с гораздо более сильным флотом. Командующий голландскими силами Бинкес был убит в том бою, а подкрепление из Голландии прибыло слишком поздно. В результате Тобаго перешёл в руки французов.

## В культуре

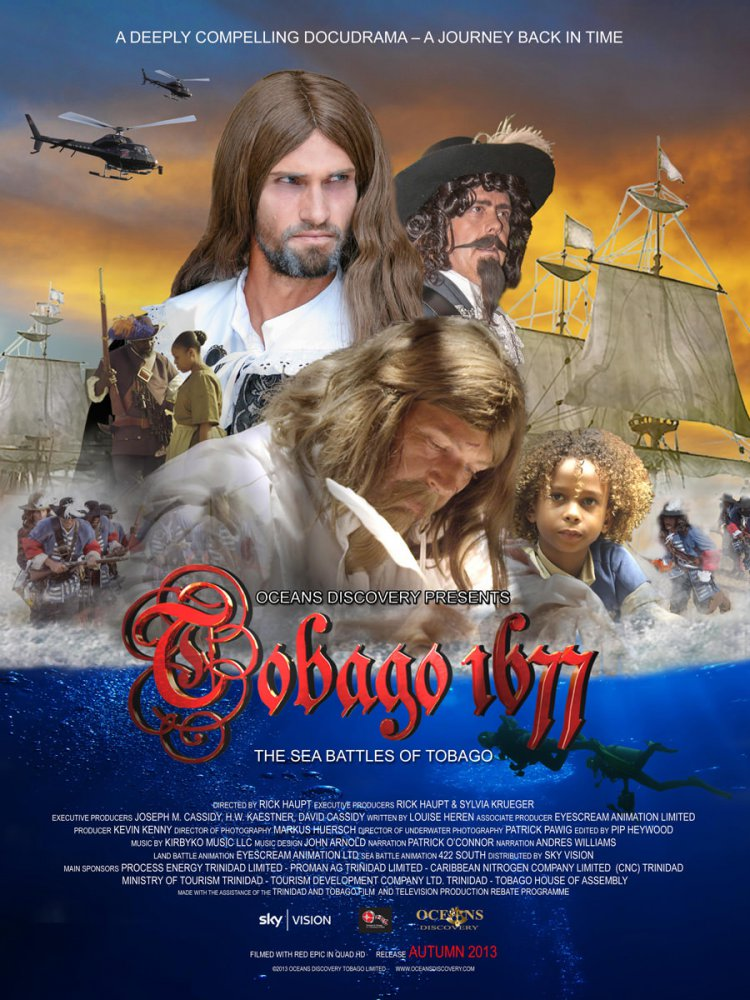
Постер к фильму «Tobago 1677»

- Tobago 1677 — документальная драма, снятая Oceans Discovery[4] с использованием результатов подводной археологической экспедиции[5].